# Staré Hutě (Horní Planá)
Staré Hutě či Stará Huť (německy Althütten) je zaniklá osada v okrese Český Krumlov, 5 km severně od města Horní Planá. Nachází se na jihovýchodním svahu Špičáku (1221 m) v nadmořské výšce 920 m. Do vzniku vojenského újezdu Boletice spadala administrativně pod tehdejší obec Hodňov. Nyní je součástí katastrálního území Maňávka u Českého Krumlova.

## Historie
První zmínka o osadě pochází z roku 1445.  V roce 1910 zde stálo 8 domů se 74 obyvateli (všichni německé národnosti).  V letech 1938 až 1945 byla ves v důsledku uzavření Mnichovské dohody přičleněna k nacistickému Německu.

## Současnost
Bývalá osada leží na katastrálním území Maňávka u Českého Krumlova, které bylo k 1. lednu 2016 vyňato z vojenského újezdu Boletice a přiřazeno k území města Horní Planá.
Jediným pozůstatkem zničené vesnice návesního půdorysu je kaple z let 1870 – 71, která byla v roce 1992 rekonstruována. Od 15. října 1993 je kaple chráněna jako kulturní památka České republiky.